# Schizoporella chondra
Schizoporella chondra is een mosdiertjessoort uit de familie van de Schizoporellidae. De wetenschappelijke naam van de soort is voor het eerst geldig gepubliceerd in 1921 door Marcus.